# آشوت آريان
آشوت آريان (بالأرمنية: Աշոտ Արիյան)‏، (بالروسية: Ашот Размикович Ариян)‏ أو آشوط بن رازميك آريان من مواليد 3 أبريل 1973 ملحن وعازف بيانو أرمني روسي كندي. مؤلف لأكثر من 25 عمل بما في ذلك الأوبرا والباليه والسيمفونيات وكونشيرتو البيانو واللوحات الجدارية السيمفونية وموسيقى الحجرة. عزفت مؤلفاته وعرضت أعماله في قاعات الحفلات الموسيقية في روسيا وأرمينيا وبلجيكا وألمانيا وإسبانيا وكندا والولايات المتحدة.

## حياته
من مواليد أرمينيا، انتقل إلى موسكو لمواصلة تعليمه في التأليف في معهد تشايكوفسكي الحكومي في موسكو وتخرج بامتياز في عام 2001. بعد عام من حصوله على درجة الماجستير، أصبح أستاذًا مساعدًا للأستاذ كارين خاتشاتوريان في معهد كونسرفتوار موسكو ثم درّس كمحاضر في التأليف الموسيقي ونظرية الموسيقى. في عام 2007، انتقل إلى كندا حيث استكمل أطروحة الدكتوراه في جامعة مونتريال.
حصل على درجة الدكتوراه من جامعة مونتريال في عام 2013. بسبب ولعه الشديد بالعراق الحديث وكذلك بحضاراته القديمة في وادي الرافدين، إختار أن يكون الهدف من برنامجه للدكتوراه هو إحياء نوع أوبرا منسي عن طريق كتابة أوبرا باليه باسم «بلگامش» (وهو اللفظ السومري الأصلي 𒄑𒉈𒂵𒈩 لإسم جلجامش)  باستخدام اللغتين القديمتين من بلاد ما بين النهرين السومرية والأكدية بشكل حصري. قام آشوت آريان بتدريس نظرية الموسيقى والتأليف في العديد من المؤسسات الموسيقية بما في ذلك معهد الموسيقى المركزي في كونسرفتوار موسكو (شمش ШМШ) وكونسرفتوار تشايكوفسكي في موسكو وفي جامعة مونتريال وجامعة ماكماستر.
في عام 1999 في قاعة كونسرفتوار موسكو الكبرى قام آشوت آريان بأداء "Concerto-Brevis" أي كونشرتو مختصرة للبيانو والأوركسترا بنجاح كبير مع الأوركسترا «الفيلهارمونية الروسية». في عام 2009، تم عزف عمله الجدارية السمفونية «أصوات ستونهنج» في مونتريال من قبل أوركسترا جامعة مونتريال. في وقت لاحق، في يناير 2011، تم تنفيذ نفس العمل في أرمينيا من قبل الأوركسترا الوطنية الفيلهارمونية وفي موسكو من قبل أوركسترا موسكو الحكومية. أحد أعماله (Planète X (Un train pour l’enfer II)) أي الكوكب العاشر (قطار الجحيم الثاني) لسبعة آلات موسيقية، أدتها فرقة آركيا "Arkea" في نوفمبر 2013 في مونتريال ولاقت نجاحاً كبيراً. تم تنفيذ العديد من أعماله على طراز موسيقى الحجرة في إطار مهرجان خريف موسكو الدولي للموسيقى. من أعماله لعام 2015 دورة من إثني عشر فوغا وختام موسيقي للبيانو بتكليف من صندوق فن منطقة واترلو. في عام 2016 رافقت موسيقاه عرضًا لرقص الباليه "Two Suns" أي «شمسان» للمخرج رودولف خراطيان مكرسًا للذكرى المئوية للإبادة الجماعية للأرمن.

## أعمال مختارة

### أكاديميا
- بلگامش، أوبرا باليه من فصلين: إحياء طراز منسي وأسطورة قديمة ولغة ميتة - جامعة مونتريال 2012[13] والمطبعة الأكاديمية الفرنكوفونية - ساربروكن، ألمانيا، 2015.[5]

### مسرح
- بلگامش (جلجامش) (أوبرا-باليه)، 2009-12

### موسيقى الأوركسترا
- السمفونية رقم 1، «مانفريد»، أوركسترا وترية، 1994-1996
- Concerto-Brevis كونشرتو مختصر، بيانو، أوركسترا، 1999
- السمفونية رقم 2، 2000-2001
- سكاندا (جدارية سيمفونية رقم 1)، دودوك، أوركسترا، وسائط مثبتة، 2002
- أصوات ستونهنج (جدارية سمفونية رقم 2)، 2009
- Perpetuum Mobile أي الحركة الدائبة، أوركسترا وترية، 2016

### جوقة
- لأرمينيا (نص بقلم فاليري بريوسوف)، جوقة مختلطة، 1997
- Deus Lucem أي نور الله، جوقة مختلطة، 2014

### الموسيقى االصوتية
- Romance أي قصة حب (النص من تأليف هوفهانيس تومانيان Hovhannes Tumanyan)، صوت، بيانو، 1992
- ثلاث أغاني من تارون (نص فولكلوري أرميني)، ميزو سوبرانو، بيانو، 1994
- Das Grablied أي الأغنية الخطيرة (نص فريدريش نيتشه)، باريتون، بيانو، 2017

### موسيقى البيانو
- مقطوعات للأطفال، 1989، نقحت 2015
- سوناتا، 1990
- توكاتا وإنترميديا وفوغا، 1995
- ثلاث مقطوعات، 1997
- إثنا عشر فوغا وختام موسيقي للبيانو، 2015

### موسيقى الحجرة
- بالاد، كلارينيت، بيانو، 1991
- الثلاثي، كمان، تشيلو، بيانو، 1993-1994
- Capriccio كابريتشيو، كمان، 1997
- Amaras امراس، كلارينيت، تشيلو، بيانو، 1997
- إهداء، تشيلو، 1998
- رباعية وترية، 1998-1999
- الرنين، قرن فرنسي، بوقان سي بيمول، ترومبون، كمانان، كمان متوسط، تشيلو، بيانو، 2005-06
- الغسق، تشيلو، بيانو، 2007
- الكوكب العاشر (قطار الجحيم الثاني)، سبعة عازفين، 2013

## روابط
- دينيس غوجون "لعل الشمس دائما معك" مصلى الراعي الصالح (باللغة الفرنسية)